# Eduard Emil Eckert
Eduard Emil Eckert nacido en Dresde y fallecido el 9 de enero de 1866. Era un abogado y escritor alemán conocido por sus opiniones antimasónicas. Militó para hacer prohibir la masonería en el reino de Sajonia. Editó el periódico la gazette libérale de Saxe.

## Teorías
Después de las revoluciones de 1848, Eckert investigó la possibilidad que todas esas revoluciones simultáneas tuvieran una sola fuente, la sociedades secretas y dentro una de ellas, la masonería. Explicó que los objetivos de la masonería son no solamente morales pero también religiosos y que la exclusión de candidatos pobres y sin influencia revelaba sus objetivos económicos y políticos. Negó su carácter de beneficencia, explicando que el secreto y la exclusividad de la orden no son compatibles con la ayuda pública. Denunció la proximidad ideológica de la masonería con el Socinianismo, el deísmo, el naturalismo, y de la simpatía o de la pertenencia del clero protestante a la orden. Emitió la hipótesis que las logías se dividían en 2: los teóricos y los ejecutantes que ignoraban los verdaderos objetivos de la masonería

## Análisis
Según Jacob Katz, es en su libro de 1852, que una hostilidad común contra francmasones y judíos (Judeo-masonería) fue por primera vez argumentada.